# Панюков, Борис Егорович
Борис Егорович Панюко́в (15 мая 1930, д. Фёдоровская, Московская область, РСФСР — 14 апреля 2012, Москва, Россия) — советский государственный деятель, министр гражданской авиации СССР (1990—1991), заслуженный работник транспорта РСФСР.

## Биография
Член КПСС с 1952 года. В 1959 году окончил Высшее авиационное училище гражданского воздушного флота в Ленинграде по специальности инженер по эксплуатации воздушного транспорта.
- 1947—1950 гг. — курсант Егорьевского авиационно-технического училища гражданского воздушного флота Московской области,
- 1950—1954 гг. — авиатехник, контрольный мастер, старший контрольный мастер аэропорта г. Баку,
- 1954—1955 гг. — заместитель начальника по политической части линейных эксплуатационно-ремонтных мастерских аэропорта г. Баку,
- 1955—1959 гг. — слушатель Высшего авиационного училища гражданского воздушного флота в Ленинграде,
- 1959—1961 гг. — заместитель начальника аэропорта Минеральные Воды по наземным сооружениям,
- 1961—1962 гг. — инженер по технической помощи Всесоюзного объединения «Техноэкспорт» в Гвинейской Республике,
- 1962—1963 гг. — заместитель начальника аэропорта Минеральные Воды по наземным сооружениям,
- 1963—1968 гг. — начальник аэропорта — заместитель начальника Минералводского объединённого авиационного отряда,
- 1968—1970 гг. — представитель Аэрофлота в Венгерской Народной Республике,
- 1970—1971 гг. — начальник аэропорта — заместитель командира Внуковского объединённого авиаотряда,
- 1971—1972 гг. — командир Внуковского объединённого авиаотряда — начальник аэропорта,
- 1972—1975 гг. — начальник Управления перевозок и коммерческой эксплуатации Министерства гражданской авиации СССР,
- 1975—1979 гг. — начальник Управления организации перевозок Министерства гражданской авиации СССР,
- 1979—1982 гг. — заместитель министра,
- 1982—1990 гг. — первый заместитель министра,
- 1990—1991 гг. — министр гражданской авиации СССР.

С ноября 1991 года персональный пенсионер союзного значения.
В 1992 году возглавил авиационное предприятие «Тэсис», осуществляющее грузовые и пассажирские перевозки как на внутренних, так и на международных авиалиниях. Избран председателем Общественного совета конкурса Гражданской авиации РФ «Крылья России».
Похоронен в Москве на Троекуровском кладбище.
Дочь Татьяна, сын Андрей.

## Награды и звания
Награждён орденом Октябрьской Революции, двумя орденами Трудового Красного Знамени, орденом «Знак Почета».
Заслуженный работник транспорта РСФСР, лауреат премии Совета Министров СССР.

## Память

Памятник Панюкову Б. Е. в Егорьевске

15 октября 2014 года на территории Егорьевского авиационного технического колледжа имени В. П. Чкалова состоялось открытие мемориального комплекса, выпускнику колледжа 1950 года Борису Егоровичу Панюкову.